# Kingdom Under Fire II
Kingdom Under Fire II est un jeu vidéo, se déroulant dans un décor de high fantasy, développé par le studio sud-coréen Blueside. Le jeu fusionne les genres de stratégie en temps réel (RTS), de jeu de rôle (RPG) et de jeu en ligne massivement multijoueur (MMO). Le jeu possède un mode solo et un mode multijoueur en ligne. Le jeu fait suite chronologiquement à Kingdom Under Fire: Circle of Doom. Il est le premier jeu RTS à sortir se déroulant dans l'univers de Kingdom Under Fire, depuis Kingdom Under Fire: Heroes (2005).

## Trame
L'intrigue de Kingdom Under Fire II survient chronologiquement après les événements de Circle of Doom, qui se sont déroulés dans la dimension alternative de l'antagoniste du jeu : Encablossa. Les événements du jeu continuent l'histoire de l'univers de Kingdom Under Fire, 150 ans après The Crusaders, et introduisent une nouvelle faction, les Encablossians, lesquels sont amenés de la dimension Encablossan par Regnier, un antagoniste dans les jeux précédents.
Le jeu consiste à participer aux guerres entre les trois factions: l'Alliance humaine, la Légion noire et les Encablossiens dans leur lutte pour le contrôle du monde, le continent de Bersia,.

## Système de jeu
Le jeu combine de l'action-RPG avec de la stratégie en temps réel. Le joueur incarne un héros qui peut commander diverses troupes. Le joueur à le contrôle total de son personnage et il peut courir librement avec ses troupes qui le suivent. Lorsqu'il commande d'autres unités, le jeu se déroule comme un RTS typique ; par exemple, les canons peuvent être utilisés pour abattre les murs du château et les lanciers servent à protéger les troupes, de la cavalerie.

## Développement
Le jeu est annoncé en janvier 2008. Cependant, il fait l'objet de retards et sa sortie est plusieurs fois repoussée. Un test bêta fermé est lancé en décembre 2011 en Corée du Sud.
En novembre 2013, les développeurs avançaient que le jeu sortirait au mois prochain sur PC, tandis qu'une version PlayStation 4 était en cours de développement. Cependant, en novembre 2019, la production de cette version avaient finalement été abandonnée.
La version chinoise de Kingdom Under Fire II est sorti en bêta fermée en mars 2017. En juillet, la version taïwanaise est sortie en bêta ouverte.
Kingdom Under Fire II est publié le 14 novembre 2019.
Le 16 septembre 2021, Gameforge annonce la fermeture des servers pour le 26 octobre 2021, mettant fin à ce jeux uniquement online.